# 旧库佩勒
旧库佩勒（法語：Coupelle-Vieille，法語發音：[kupɛl vjɛj]）是法国上法蘭西大區加来海峡省的一个市镇，与新库佩勒相邻，属于蒙特勒伊区。

## 地理
旧库佩勒（50°31'28"N, 2°5'59"E）面积14.69 平方千米，位于法国上法蘭西大區加来海峡省，该省份为法国北部沿海省份，西北濒北海，南至索姆省，东临北部省。
与旧库佩勒接壤的市镇（或旧市镇、城区）包括：朗蒂、拉丹冈、韦尔绍克、欧丹克坦、克雷基、弗吕日。

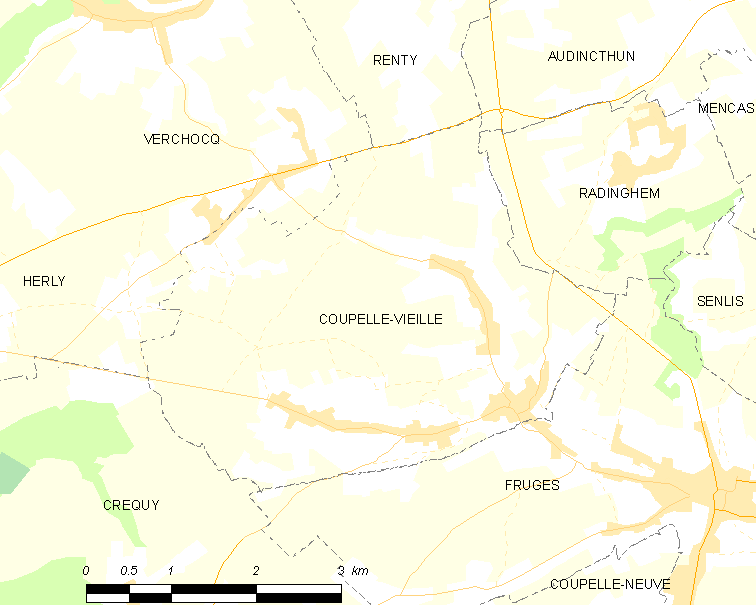
旧库佩勒的OSM定位图

旧库佩勒的时区为UTC+01:00、UTC+02:00（夏令时）。

## 行政
旧库佩勒的邮政编码为62310，INSEE市镇编码为62247。

## 政治
旧库佩勒所属的省级选区为弗吕日县。

## 人口

1962-2008年间旧库佩勒人口变化图示

旧库佩勒于2022年1月1日时的人口数量为567人。